# جون هنري (لاعب كرة قاعدة أمريكي)
جون هنري (بالإنجليزية: John Henry)‏ هو لاعب كرة قاعدة أمريكي، ولد في 2 سبتمبر 1863 في سبرينغفيلد في الولايات المتحدة، وتوفي في 11 يونيو 1939 في هارتفورد في الولايات المتحدة.